# 善良的他
《善良的他》（韓語：착한 사나이）是自2025年7月18日起由韩国JTBC於每周五連續播出2集的金曜系列，由《汉城之月》、《宥娜的街》的编剧金云耕与电影《白兰》、《我們的幸福時光》的导演宋海星合作打造，并由李棟旭、李聖經、朴勳、吳娜拉、柳惠英与千虎珍主演。

## 剧情概要
讲述爷孙三代人都是流氓出身的家族长孙锡哲为了守护家人、工作和爱情所经历的波澜壮阔之事。

## 演员阵容

### 主要人物
- 李棟旭 饰演 朴锡哲（少年：李承宪[8]）

三代黑帮家族的长孙，一个并不愿成为黑帮却别无选择的人。他一直坚韧地活着，如今下定决心将人生拉回正轨，他重新挑战儿时“想成为像海明威那样的小说家”的梦想，并与初恋姜美英命运般地重逢，让他的人生再次掀起巨大波澜。
- 李聖經 饰演 姜美英（少年：朴緒耿[10]）

朴锡哲的初恋情人，在沉重的现实中跌跌撞撞、即使患有“舞台恐惧症”这种致命弱点，也始终不肯放弃成为歌手的梦想。她与从小一起培养青涩爱情的朴锡哲命运般重逢，迎来人生中的巨大转折点。
- 朴勳 饰演 姜泰勋

朴锡哲所属组织“明山实业”的对手“三俊建设”的头目，也曾是与朴锡哲共属同一组织的旧识。自从对姜美英一见钟情后，他便站在与朴锡哲最危险的三角关系对立点上，迎来命运般的对峙。
- 吳娜拉 饰演 朴锡京

朴锡哲的姐姐，是个嘴多事多、问题不断的“麻烦制造者”，在婚姻与事业上都遭遇失败，甚至一度沉迷赌博，但连这条路也没走通，最终背负一身债务，被弟弟和妹妹“押送”回家。
- 柳惠英 饰演 朴锡喜

朴锡哲和朴锡京的妹妹，也是家里最优秀精英，性格坚定、性情端正，是一个家人们都引以为傲的护士。
- 千虎珍 饰演 朴实坤

朴锡哲、朴锡京和朴锡喜的父亲，曾是全国知名的黑帮人物，一生以“侠义之士”自居，如今归隐山林、耕种田园为日常，他对亲手把儿子推入黑道世界的选择感到悔恨。

### 昌洙幫-明山實業
- 李文植 飾演 金昌洙

昌洙幫的頭目。
- 韓在英 飾演 吳尚烈

明山實業理事。
- 朴斗植 飾演 孫興滿

- 車時元 飾演 李斗植

### 泰勛幫-三俊建設
- 姜彬 饰演 福天

姜泰勋的忠诚手下，但最敬重的却是姜泰勋的对手、他的黑帮前辈朴锡哲。他积极帮助姜美英在“Nirvana”俱乐部站稳脚跟，实现歌手梦想。
- 李正賢 饰演 英基

典型的“知识贫乏却自以为是”的黑帮分子，时常让老大头疼。他主张在帮派生活中引入“每周五天工作制”和“奖金制度”，一副道听途说却当真行事的样子，时常惹恼上级。他还像飞蛾扑火般到处搅局、两头跑，最终成为两大黑帮组织之间矛盾激化的导火索。
- 韓旻 饰演 千浩

姜泰勋的得力助手。
- 朴荣彬 饰演 刘宰奉

“泰勋帮”的行动队长，始终冲在最前线处理事务。

### 其他人物
- 文太裕 饰演 张基弘

骨科医生、朴锡哲的高中同学，与朴锡哲的妹妹朴锡喜在同一家名山医院工作，两人也是交往多年的职场情侣。
- 金道允 飾演 尹秉洙

朴錫哲的同學，職業警察。
- 柳承穆 飾演 張大基

實坤的朋友，綽號竹竿。
- 朴元相 飾演 金鎮浩

三區重劃案的租戶自救會會長。
- 朴明申 飾演

朴錫哲的媽媽。
- 朴美賢 飾演 尹惠淑

姜美英的媽媽，因為失智症住在蔚藍療養院。
- 朴成妍 飾演 高晶琳

朴錫京的朋友，錫京的高中同學，是個賭鬼。
- 白賢珠 飾演

賭場老闆。

## 制作
2022年5月，《南山的部長們》制作公司Hive Media Corp宣布制作该剧，由《汉城之月》、《宥娜的街》的编剧金云耕与电影《白兰》、《我們的幸福時光》的导演宋海星合作打造，剧情讲述爷孙三代人都是流氓出身的家族长孙锡哲为了守护家人、工作和爱情所经历的波澜壮阔之事，计划2023年拍摄和播出。同年9月，媒体报道李棟旭有望出演该剧男主角锡哲。2023年2月，《榴蓮小姐》《我的Happy End》制作公司Higround宣布参与该剧制作；同年，媒体先后报道柳惠英与李聖經有望参演该剧，柳惠英在剧中饰演锡哲的妹妹锡喜，预计该年中旬开始拍摄并商讨由SBS播出。2024年1月，媒体报道吳娜拉有望参演该剧，在剧中饰演锡哲与锡喜的大姐锡京；同年8月，媒体报道朴勋参演该剧。
该剧预计由JTBC播出，主体拍摄于2024年2月开始进行；同年8月底杀青。

## 收視率
《善良的他》於2025年7月18日在韓國綜合編成頻道JTBC開播，首集取得3.0%的收視率，第2集則上升至3.2%。第5集創下自身最低收視1.9%，連續2週收視下跌。
本劇收視與地上波的MBC金土劇《死亡天使瑪莉》產生拉鋸，其中共有1週收視低於該劇、1週收視超越該劇。與同期同日播映的戲劇相比，本劇收視低於地上波的MBC特選系列《賭命為王》，以及SBS金土劇《我們的電影》、《TRY：我們成為奇蹟》；但高於同屬綜合編成的MBN外購劇集《清潭國際高等學校2》。
| 季數 | 季數 | 每季集數 | 每季集數 | 每季集數 | 每季集數 | 每季集數 | 每季集數 | 每季集數 | 每季集數 | 每季集數 | 每季集數 | 每季集數 | 每季集數 | 每季集數 | 每季集數 |
| 季數 | 季數 | 1        | 2        | 3        | 4        | 5        | 6        | 7        | 8        | 9        | 10       | 11       | 12       | 13       | 14       |
| ---- | ---- | -------- | -------- | -------- | -------- | -------- | -------- | -------- | -------- | -------- | -------- | -------- | -------- | -------- | -------- |
|      | 1    | 660      | 732      | 445      | 665      | 439      | 569      | 436      | 514      | 444      | 530      | 待定     | 待定     | 待定     | 待定     |

| 集數 | 播出日期      | 尼爾森全國收視率 | 尼爾森全國收視率 | 尼爾森首都圈收視率 | 尼爾森首都圈收視率 |
| 集數 | 播出日期      | 家庭戶比例       | 人數（百萬）     | 家庭戶比例         | 人數（百萬）       |
| ---- | ------------- | ---------------- | ---------------- | ------------------ | ------------------ |
| 1    | 2025年7月18日 | 3.039%           | 0.660            | 2.489%             | 0.283              |
| 2    | 2025年7月18日 | 3.225%           | 0.732            | 2.694%             | 0.292              |
| 3    | 2025年7月25日 | 2.178%           | 0.445            | 2.024%             | 0.186              |
| 4    | 2025年7月25日 | 2.838%           | 0.665            | 3.490%             | 0.278              |
| 5    | 2025年8月1日  | 1.879%           | 0.439            | 1.940%             | 0.202              |
| 6    | 2025年8月1日  | 2.588%           | 0.569            | 2.281%             | 0.258              |
| 7    | 2025年8月8日  | 2.153%           | 0.436            | 2.162%             | 0.192              |
| 8    | 2025年8月8日  | 2.328%           | 0.514            | 2.273%             | 0.216              |
| 9    | 2025年8月15日 | 2.006%           | 0.444            | 1.615%             | 0.179              |
| 10   | 2025年8月15日 | 2.311%           | 0.530            | 2.046%             | 0.225              |
| 11   | 2025年8月22日 | 待定             | 待定             | 待定               | 待定               |
| 12   | 2025年8月22日 | 待定             | 待定             | 待定               | 待定               |